# Eurytoma cretheis
Eurytoma cretheis är en stekelart som beskrevs av Walker 1843. Eurytoma cretheis ingår i släktet Eurytoma och familjen kragglanssteklar. Inga underarter finns listade i Catalogue of Life.